# Townes Van Zandt
Townes Van Zandt (7. března 1944 – 1. ledna 1997) byl americký countryový zpěvák a kytarista.
Narodil se do zámožné rodiny ve Fort Worthu v Texasu. Na kytaru hrál od mládí, k většímu zájmu jej inspirovalo vystoupení Elvise Presleyho v televizním pořadu The Ed Sullivan Show. V mládí se s rodinou často stěhovali, žili v Montaně i Coloradu. V roce 1965 začal vystupovat po klubech v Houstonu, zpočátku s coververzemi, záhy však přešel k psaní vlastních písní. Své první album For the Sake of the Song vydal v roce 1968 a do roku 1972, kdy zažíval své nejproduktivnější období, vydal dalších pět studiových alb. V polovině 70. let vystupoval v dokumentárním filmu Heartworn Highways (vydaném až v roce 1981). Do konce 70. let vydal již jen jedno album (1978) a v následující dekádě pouze jedno (1987). Poslední dvě alba vydal v první polovině 90. let. Jeho písně nahráli například Emmylou Harris, Don Williams, Willie Nelson, Merle Haggard a Robert Plant.
Dlouhodobě měl problémy s drogami a alkoholem. Zemřel v ranních hodinách 1. ledna 1997 ve Smyrně v Tennessee ve věku 52 let. Později vyšlo několik alb s nevydanými Van Zandtovými písněmi, například Sky Blue, nahrané v roce 1973 a vydané v roce 2019. V roce 2004 o něm byl natočen dokumentární film Be Here to Love Me: A Film About Townes Van Zandt.

## Diskografie

### Studiová alba
- For the Sake of the Song (1968)
- Our Mother the Mountain (1969)
- Townes Van Zandt (1969)
- Delta Momma Blues (1971)
- High, Low and In Between (1971)
- The Late Great Townes Van Zandt (1972)
- Flyin' Shoes (1978)
- At My Window (1987)
- The Nashville Sessions (1993)
- No Deeper Blue (1994)